# Ołeh Hołowań (ur. 1971)
Ołeh Mychajłowycz Hołowań, ukr. Олег Михайлович Головань, ros. Олег Михайлович Головань, Oleg Michajłowicz Gołowań (ur. 21 września 1971 w Chmielniku) – ukraiński piłkarz grający na pozycji napastnika.

## Kariera piłkarska

### Kariera klubowa
Wychowanek Szkoły Sportowej w Chmielniku, a potem Internatu Sportowego w Kijowie. W 1989 rozpoczął karierę piłkarską w Nywie Winnica. Latem 1990 został zaproszony do Hałyczyny Drohobycz. Po roku przeniósł się do Metałurha Zaporoże. Latem 1995 wyjechał do Niemiec, gdzie bronił barw klubów z niższych lig. W 2007 zakończył karierę piłkarską.